# تجمع خدامة (المحفد)

تعديل مصدري - تعديل

تجمع خدامة هو "تجمع بدوي" في  عزلة المحفد بمديرية المحفد التابعة لمحافظة أبين، بلغ تعداد سكانها 59 نسمة حسب تعداد اليمن لعام 2004.